# Al Perez
Al Perez (Tampa, 23 luglio 1960) è un ex wrestler statunitense.
Nel corso di una carriera ventennale, ha vinto 16 titoli, incluso il WCWA World Heavyweight Championship.

## Carriera

### World Wrestling Federation
Al Perez firmò per la WWF nel 1989 esordendo il 2 ottobre dello stesso anno con una vittoria su George South in un dark match a WWF Superstars. Perez rimase imbattuto per un mese, riportando vittorie su Barry Horowitz e The Brooklyn Brawler. La prima sconfitta arrivò con Boris Zhukov il 13 novembre 1989. Perez continuò quindi a lottare prevalentemente nell'undercard, anche se nel corso di una puntata di Prime Time Wrestling il conduttore Gorilla Monsoon menzionò il fatto di un possibile tag team costituito da Perez e Tito Santana. Nonostante le sconfitte con Hercules e Santana, Perez sconfisse molti lottatori in questo periodo, come Paul Roma, Jim Powers, The Red Rooster, Koko B. Ware, "Bullet" Bob Bradley, Paul Diamond/Kato, Jim Brunzell, e altri. Il suo ultimo incontro in WWF fu una vittoria con Jim Powers il 23 luglio 1990 a West Palm Beach, Florida.

## Personaggio
- Mossa finale
  - Perez-Plex (High-angle back suplex)
  - Perez-Plex II (Leg hook back body drop suplex)

## Titoli e riconoscimenti
- Championship Wrestling from Florida
  - FCW Heavyweight Championship (1)
  - PWF Florida Heavyweight Championship (1)
- Mid-South Wrestling
  - Mid-South Tag Team Championship (1) - con Wendell Cooley
- NWA New Zealand
  - NWA Australasian Tag Team Championship (1) - con Mark Lewin
  - NWA New Zealand British Commonwealth Championship (2)
- Pro Wrestling Illustrated
  - 272º classificato nella lista dei migliori 500 wrestler singoli nei "PWI Years" del 2003
- Southwest Championship Wrestling
  - SCW Southwest Tag Team Championship (1) - con Manny Fernandez
- Supreme Wrestling Federation
  - SWF Tag Team championship (1) - con Paul Orndorff
- Texas Wrestling Federation
  - TWF Heavyweight Championship (2)[3]
- Western States Sports
  - NWA Western States Tag Team Championship (1) - con Dennis Stamp
- World Class Wrestling Association
  - NWA Texas Heavyweight Championship (1)[4][5]
  - WCWA World Heavyweight Championship (1)[6][7]
- World Wrestling Council
  - WWC North American Heavyweight Championship (1)
  - WWC Puerto Rico Heavyweight Championship (1)
  - WWC World Tag Team Championship (1) - con Joe Savoldi